# Westerscheldetunnel

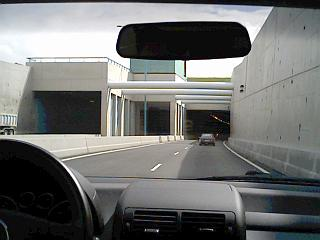
Einfahrt Westerscheldetunnel

Der Westerscheldetunnel ist mit 6,6 km der längste Straßentunnel der Niederlande. Er unterquert die Westerschelde als N62 zwischen Ellewoutsdijk und Terneuzen und verbindet damit die Halbinsel Zuid-Beveland mit dem auf dem Festland liegenden Zeeuws-Vlaanderen. Die Fähre zwischen Vlissingen und Breskens transportiert seitdem keine Kfz mehr. Ebenso die Fähre zwischen Kruiningen und Perkpolder, die nur in der Touristensaison fährt.

## Geschichte
Der Westerscheldetunnel wurde am 14. März 2003 eröffnet und ist für Kleintransporter, LKW und Busse mautpflichtig, seit dem 30. Dezember 2024 ist er für alle anderen Fahrzeuge mautfrei. Der Tunnel wird von der NV Westerscheldetunnel betrieben und gehörte zunächst zu 95,4 % dem Niederländischen Ministerium für Verkehr und Waterstaat und zu 4,6 % der Provinz Zeeland. Seit 1. Juli 2009 gehört die Gesellschaft vollständig der Provinz.
Der Straßen-Tunnel besteht aus zwei Röhren mit jeweils zwei Fahrbahnen. Er wurde mit zwei Tunnelbohrmaschinen gegraben. Alle 250 Meter sind die beiden Tunnelröhren miteinander durch Querstollen verbunden. Die Türen in den Stollen können im Gefahrenfall automatisch geöffnet werden, gleichzeitig wird die linke Gegenfahrbahn in der anderen Röhre gesperrt, damit die Menschen gefahrlos in diese Röhre flüchten können.
Die Bauzeit betrug gut zwei Jahre, wobei geologisch schwierige Bedingungen insbesondere an der über 30 m tiefen Schifffahrtsrinne Pas van Terneuzen zu bewältigen waren, die eine Tunneltiefe von bis zu 60 m unter dem Meeresspiegel bei Berücksichtigung eines maximalen Wasserdrucks von 6,5 bar für alle Tunnelelemente erforderlich machten. Am Südende des Tunnels ist eine 1200 Meter lange Steigung mit 4,5 %. Die maximale Durchfahrtshöhe beträgt 4,30 m. In der Nähe von Borssele wird für beide Richtungen Maut erhoben. Für Fußgänger und Radfahrer ist der Tunnel gesperrt, sie können den Linienbus benutzen, der durch den Tunnel fährt. Mittels Mobilfunkantennen haben Handys im gesamten Tunnelbereich Empfang.

## Mauttarif

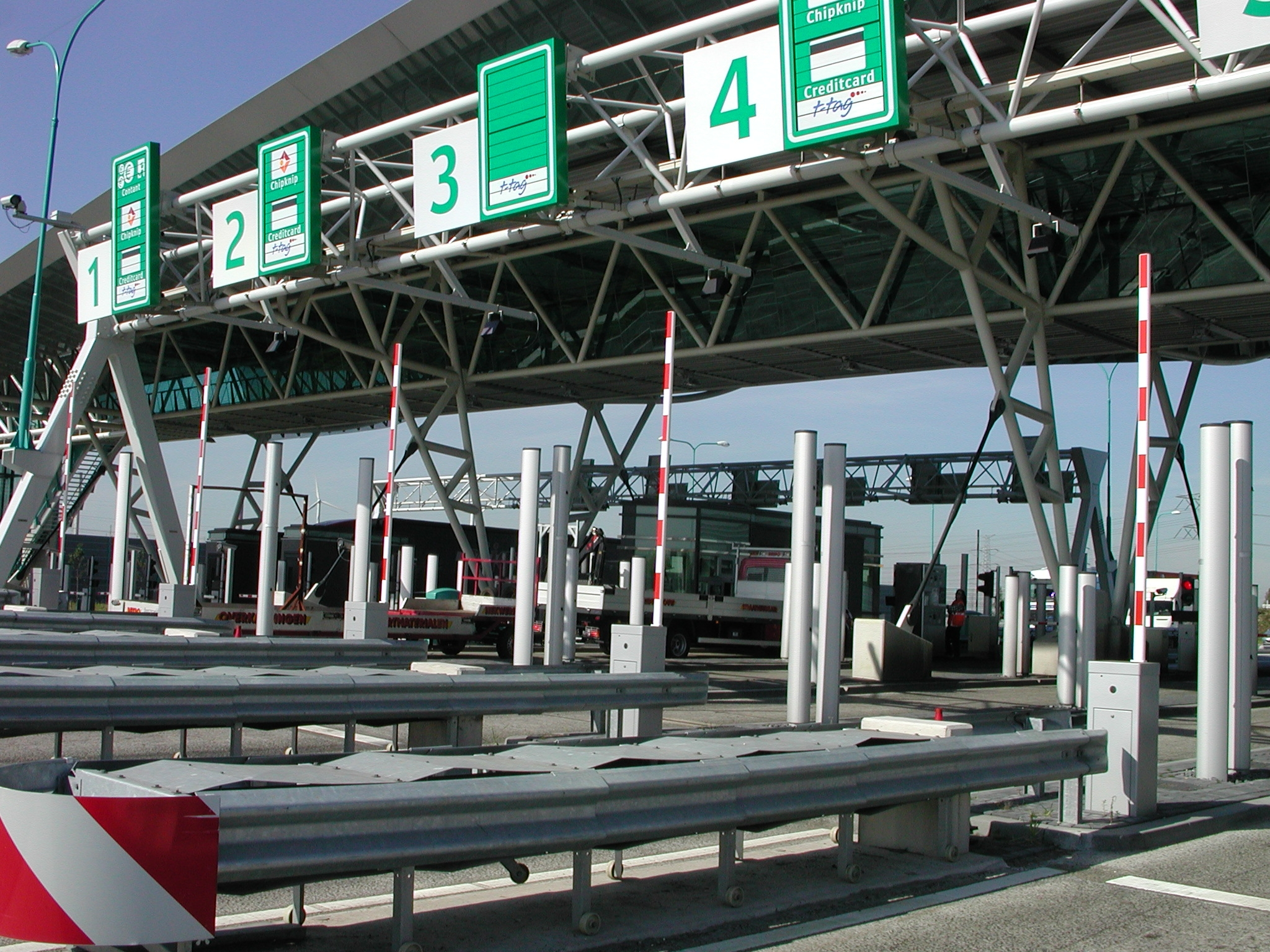
Mautstelle

2006 hat sich eine Bürgerinitiative gebildet, die den Tunnelverkauf verhindern soll, und die fordert, dass der Tunnel mautfrei wird.
Bis 2012 wurden die Preise regelmäßig erhöht, dann blieben sie über Jahre konstant (Stand 2020). Seit 30. Dezember 2024 ist die Durchfahrt nur noch für LKW mautpflichtig.
Preise
Im Juli 2009
- PKW: € 4,70
- PKW mit Anhänger € 7,00
- Kleintransporter, Wohnmobile und Busse € 17,20
- Große LKW € 23,50

Im April 2010:
- PKW: € 4,80
- PKW mit Anhänger € 7,15
- Kleintransporter, Wohnmobile und Busse € 17,50
- Große LKW € 24,00

Im April 2011:
- PKW: € 4,90
- PKW mit Anhänger € 7,30
- Kleintransporter, Wohnmobile und Busse € 17,85
- Große LKW € 24,50

Im März 2012:
- PKW: € 5,00
- PKW mit Anhänger € 7,45
- Kleintransporter, Wohnmobile und Busse € 18,20
- Große LKW € 25,00

Im Juli 2020:
- PKW: € 5,00
- PKW mit Anhänger € 7,45
- Kleintransporter, Wohnmobile und Busse € 18,20
- Große LKW € 25,00
- Motorräder € 2,50

Seit 30.12.2024:
- PKW: mautfrei
- PKW mit Anhänger: mautfrei
- Motorräder mautfrei
- Wohnwagen, Wohnmobile: mautfrei
- Kleintransporter und Busse € 18,20
- Große LKW € 25,00